# Orazo
Orazo, San Pedro de Orazo, es una parroquia de gran relevancia en el oeste del término municipal del ayuntamiento de La Estrada, en la provincia de Pontevedra, comunidad autónoma de Galicia, España.
En la actualidad es un importante centro cultural, dedicado a la organización y promoción de actividades para los más jóvenes por parte del grupo cultural Cotomanguelo entre los que se encuentran:
-Las "xornadas micolóxicas" dedicadas al estudio y aprendizaje de setas y hongos desde una perspectiva gastronómica.
-Creación del torneo de fútbol conocido como "Interparroquial" siendo Orazo una de las parroquias fundadoras de la competición. Entre los participantes a lo largo de los años se encuentran los equipos presentados por las múltiples parroquias de A Estrada y Silleda, destacando: Oca, A Bandeira, Brandomés, Arnois, Cervaña, Codeseda, Loimil, Riobó, Silleda (zona urbana), Lamela.
-Grupo de pandereta "As Lilailas".
-Asociación de teatro Cotomanguelo, dedicada a la representación teatral tanto en la propia parroquia de Orazo como en otras localizaciones de A Estrada, Silleda y Lalín.
-Organización de festivales de tipo Folk de forma periódica para fomentar el ocio y la difusión cultural.
-Organización de forma ocasional de actividades físicas para cuidar la salud de los más ancianos.

## Límites
Limita con las parroquias de Loimil, Remesar, Santo Tomás de Ancorados, Agar, Curantes y el municipio de Silleda.

## Población
En 1842 tenía una población de hecho de 407 personas. En los veinte años que van de 1986 a 2006 la población pasó de 489 a 349 personas, lo cual significó una pérdida del 28,63%.
Esta parroquia se encuentra en un estado de esplendor cultural, promoviendo actuvidades para los más jóvenes, como la práctica de deportes, o más universales, como las xornadas micolóxicas o los festivales Folk organizados por la asociación cultural Cotomanguelo.Fue famoso por su fábrica de campanas y por su banda de música. 
- Datos: Q3396534
- Multimedia: Orazo, A Estrada / Q3396534